# Кёк-Джар (Кочкорский район)
Кёк-Джар (Кек-Джар; кирг. Көк-Жар) — село Кочкорского района. Центр Кек-Джарского аильного округа в Нарынской области Кыргызстана. Расположено на юго-восток от административного центра района Кочкора в северо-восточной части Нарынской области.
Рядом протекает река Жоон-Арык. Расположено в районе ожидаемых землетрясений II-категории опасности с балльностью 5-7
Население в 2009 году составляло 2 308 человек. В 2019 году в селе открыто несколько спортивных объектов.
Жители Кёк-Джара занимаются, в основном, животноводством и выращиванием картофеля.

## Известные уроженцы
- Сагымбаева, Телегей Алмамбетовна (1902—1981) — Герой Социалистического Труда (1957), Мать-героиня, депутат Верховного Совета Киргизской ССР.
- Куттубай Абдраев (1932—2014) — старший чабан совхоза «Сон-Куль» Кочкорского района Нарынской области, Киргизская ССР. Герой Социалистического Труда (1976). Депутат Верховного Совета Киргизской ССР.